# Муніципалітети Японії

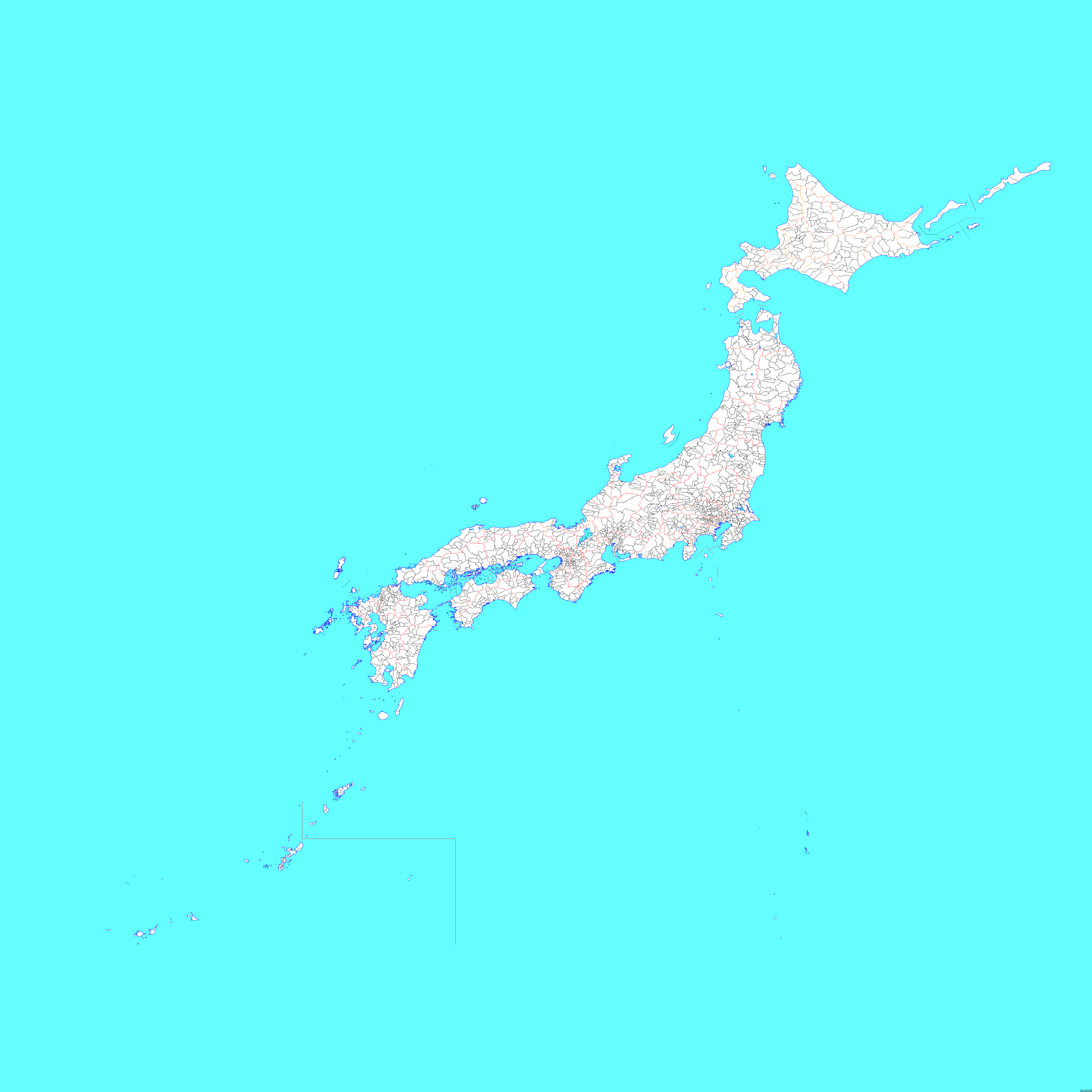
Карта всіх муніципалітетів Японії, включаючи спірні території

Японія має три рівні управління: національний, префектурний і муніципальний . Країна поділена на 47 префектур. Кожна префектура складається з численних муніципалітетів, яких станом на січень 2014 року було 1 719. В Японії існує чотири типи муніципалітетів: міста, містечка, села та спеціальні округи Токіо (ку). Японською мовою ця система відома як шікучоусон (яп. 市区町村, shikuchōson) , де кожне канджі в слові представляє один із чотирьох типів муніципалітетів. Деякі визначені міста також мають додаткові адміністративні підрозділи, також відомі як райони. Але, на відміну від спеціальних районів Токіо, ці райони не є муніципалітетами. Станом на березень 2023 року останнє злиття муніципалітетів відбулося 5 квітня 2014 року, остання реорганізація муніципалітетів - 1 жовтня 2018 року, а остання зміна назви муніципалітету - 1 травня 2019 року.

## Статус
Статус муніципалітету, якщо це село, містечко або місто, визначається префектурним урядом. Як правило, село або селище може бути підвищено до статусу міста, коли його населення перевищує п'ятдесят тисяч осіб, а місто може (але не обов'язково) бути понижене до статусу селища або села, коли його населення зменшується до п'ятдесяти тисяч осіб. Найменш заселене місто Утасінай, Хоккайдо, має населення лише чотири тисячі осіб, тоді як місто Отофуке, Хоккайдо, в тій же префектурі, налічує майже сорок тисяч мешканців, а найбільше село Йомітан, Окінава, має населення 40 517 осіб.
Столиця країни, Токіо, більше не має статусу міста. До складу префектури Токіо входять 23 спеціальні райони, кожен з яких є самостійним містом, а також багато інших міст, містечок і навіть сіл на материковій частині Японії та віддалених островах. Кожен з 23 спеціальних районів Токіо юридично прирівнюється до міста, хоча іноді 23 спеціальні райони  в цілому розглядаються як одне місто. Інформацію про колишнє місто Токіо див. у розділі місто Токіо; інформацію про сучасну префектуру Токіо див. у розділі Токіо.

## Приклади
Див. список міст Японії для повного списку міст. Див. також : Основні міста Японії
Нижче наведено приклади 20 визначених міст :
- Фукуока, найбільш густонаселене місто регіону Кюшю
- Хірошіма, жваве виробниче місто в регіоні Тюгоку на острові Хоншю
- Кобе, великий порт на Внутрішньому морі, розташований у центрі Хонсю поблизу Осаки
- Кітакюшю, місто з трохи більше ніж мільйоном жителів на острові Кюсю
- Кіото, колишня столиця, історичний центр і процвітаюче сучасне місто
- Нагоя, центр великого автомобільного регіону на східному узбережжі Хоншю
- Осака, величезне виробниче місто на узбережжі Внутрішнього моря острова Хоншю
- Саппоро, найбільше місто Хоккайдо
- Сендай, головний центр північно-східного Хоншю (також відомого як регіон Тохоку )
- Йокогама, портове місто на південь від Токіо

## Немуніципалітети
Той самий канджі, що позначає місто (町), також іноді використовується для позначення назв частин міського району. У рідкісних випадках муніципальне село може навіть містити частину з таким самим типом позначення. Хоча канджі однакові, жодна з цих окремих частин не є муніципалітетом сама по собі. Іноді назва частини міста є пережитком гаппей - системи, коли кілька сусідніх громад зливаються, утворюючи більший муніципалітет, де старі назви міст зберігаються за частиною нового міста, навіть якщо нове місто може мати зовсім іншу назву.
- Субпрефектури є філіями префектур, а не муніципалітетами самі по собі.
- Райони – це не сучасні муніципалітети, а назви груп міст і сіл.
- Провінції — це не сучасні муніципалітети, а (майже застарілі) назви географічних регіонів, подібних до префектур.

## Дивись також
- Адміністративний поділ
- Міська територія
- 23 особиві райони Токіо

## Зовнішні посилання
- Місцеве самоврядування в Японії Рада місцевих органів влади з міжнародних відносин 2010 (Отримано 4 лютого 2013)
- «Система великих міст Японії»; графік показує типи японських міст на стор. 1 [PDF 7 з 40]